# Praça do Pescador
A Praça do Pescador esta localizada na cidade de Belém do Pará, ficando junto à Baia do Guajará e é parte integrante do complexo do Ver-o-Peso e outros prédios histórico da cidade, tornando-se mais um do muitos pontos turísticos do Pará.
O local é uma das mais antigas áreas da Avenida Boulevard Castilho França.